# Làtex

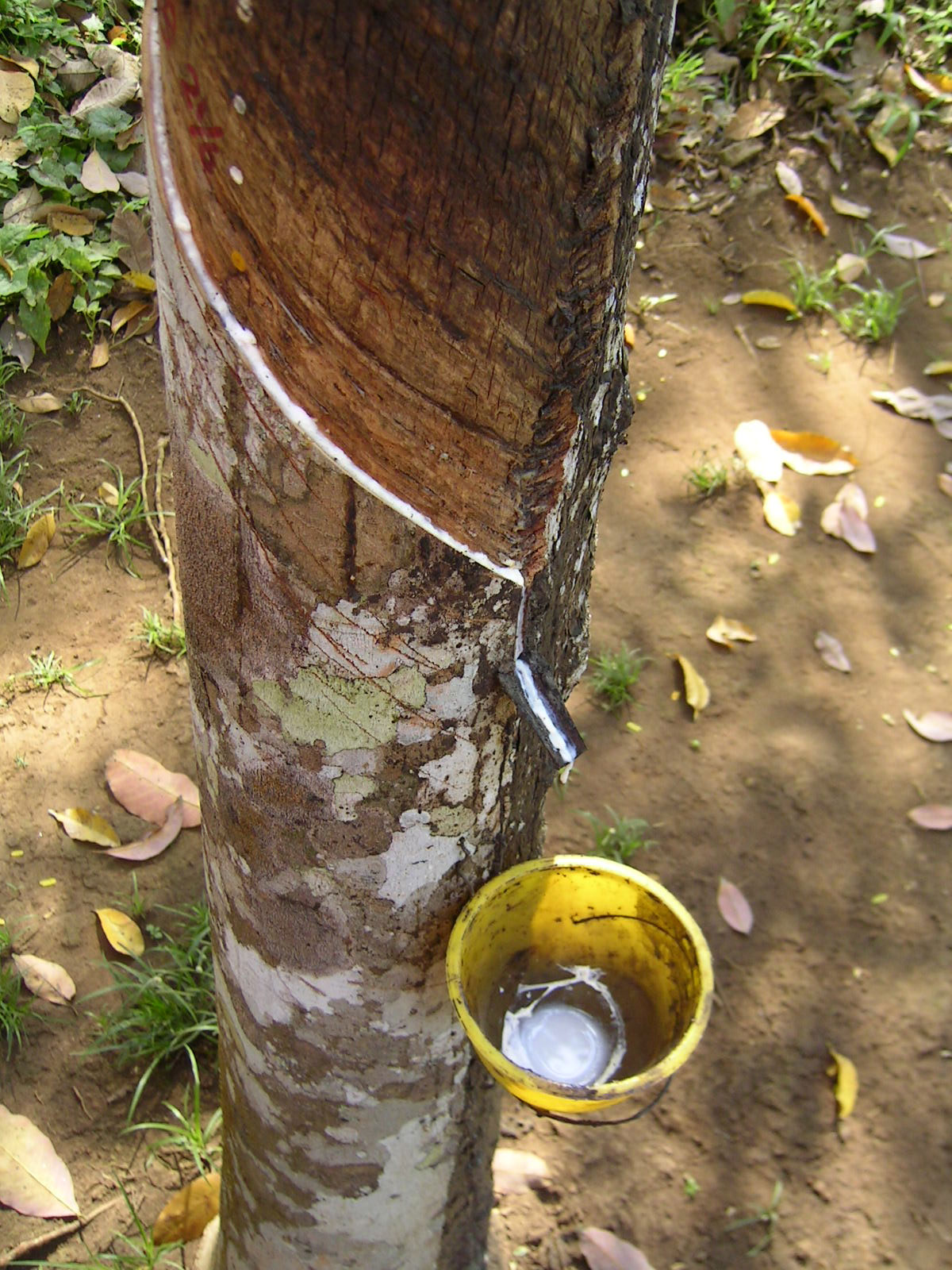
Làtex de l'arbre del cautxú

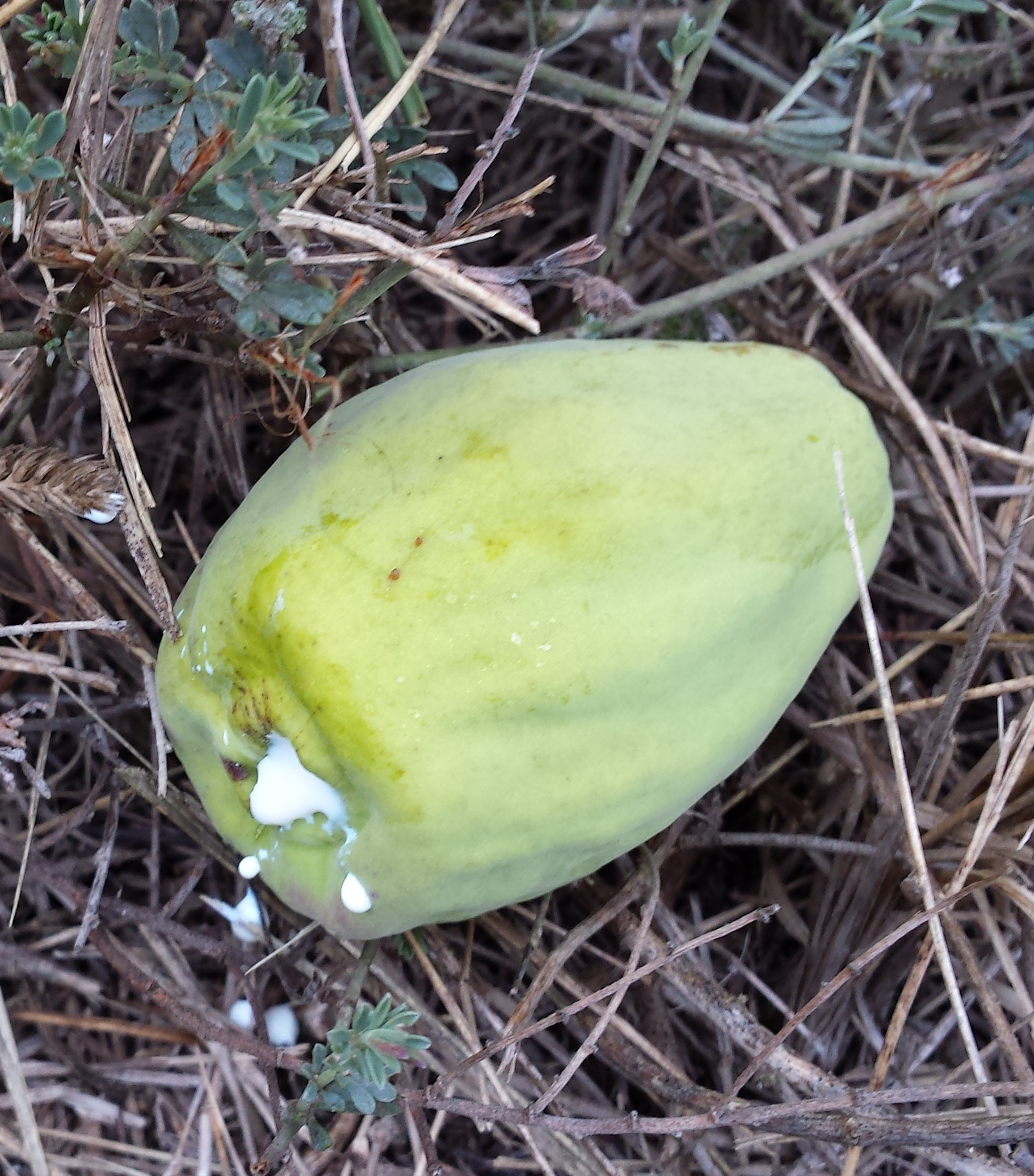
El làtex dAraujia sericifera és irritant de la pell i els ulls

El làtex és un suc d'aspecte lletós que s'extreu de l'interior de diverses plantes o fongs, especialment de les famílies de les euforbiàcies i moràcies, que circula pels vasos lactífers. També rep el nom de làtex el producte obtingut artificialment amb característiques similars.
És produït per les cèl·lules secretores del floema i està compost de 50% d'aigua. La composició de cada làtex natural és variable, en general és una emulsió complexa en la qual es troben proteïnes, alcaloides, midons, sucres, olis vegetals, taní, resina i goma natural. El color del làtex pot variar entre el blanc (majoritari) el groc, taronja o escarlata.
El làtex de certes plantes és verinós, el d'altres és molt agre, com el de la figuera comuna, i el de l'arbre de la llet és dolç i s'utilitza com a aliment. Els botànics no coneixen amb exactitud la funció que duu a terme el làtex en les plantes. En algunes hi protegeix les ferides, sobre les quals forma una capa protectora. En diverses espècies és tòxic i serveix de defensa contra els animals.

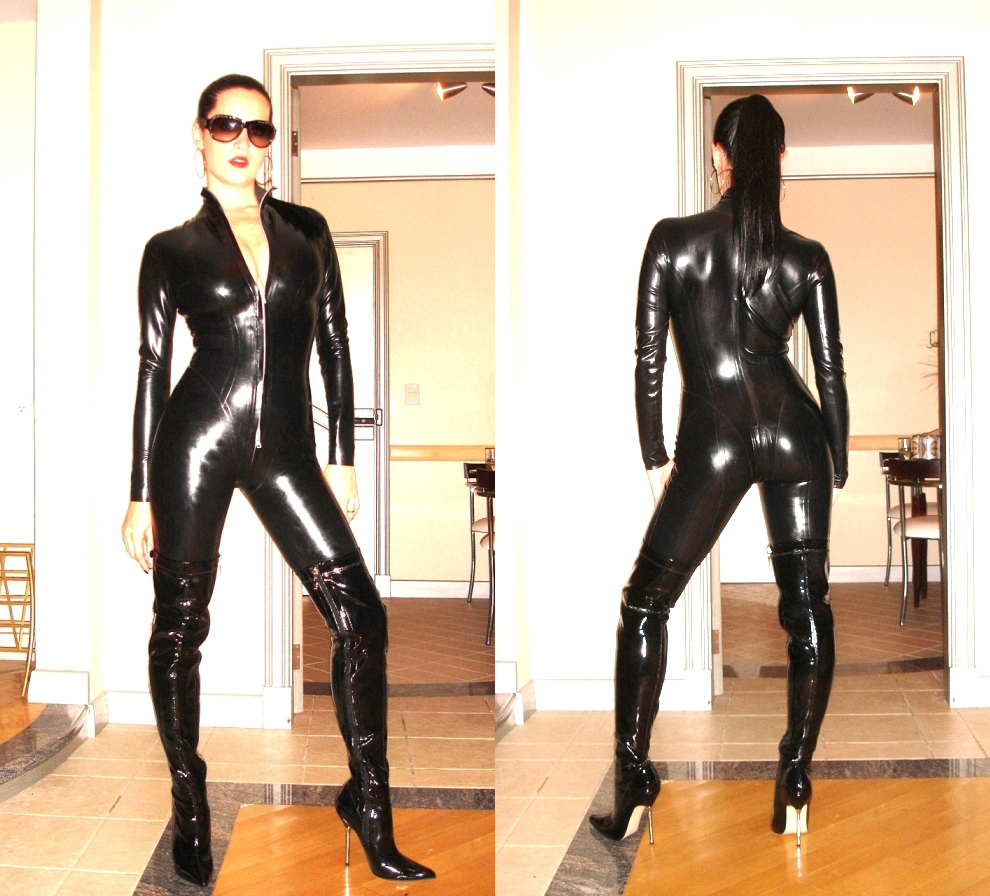
Vestit de làtex

## Fonts de làtex

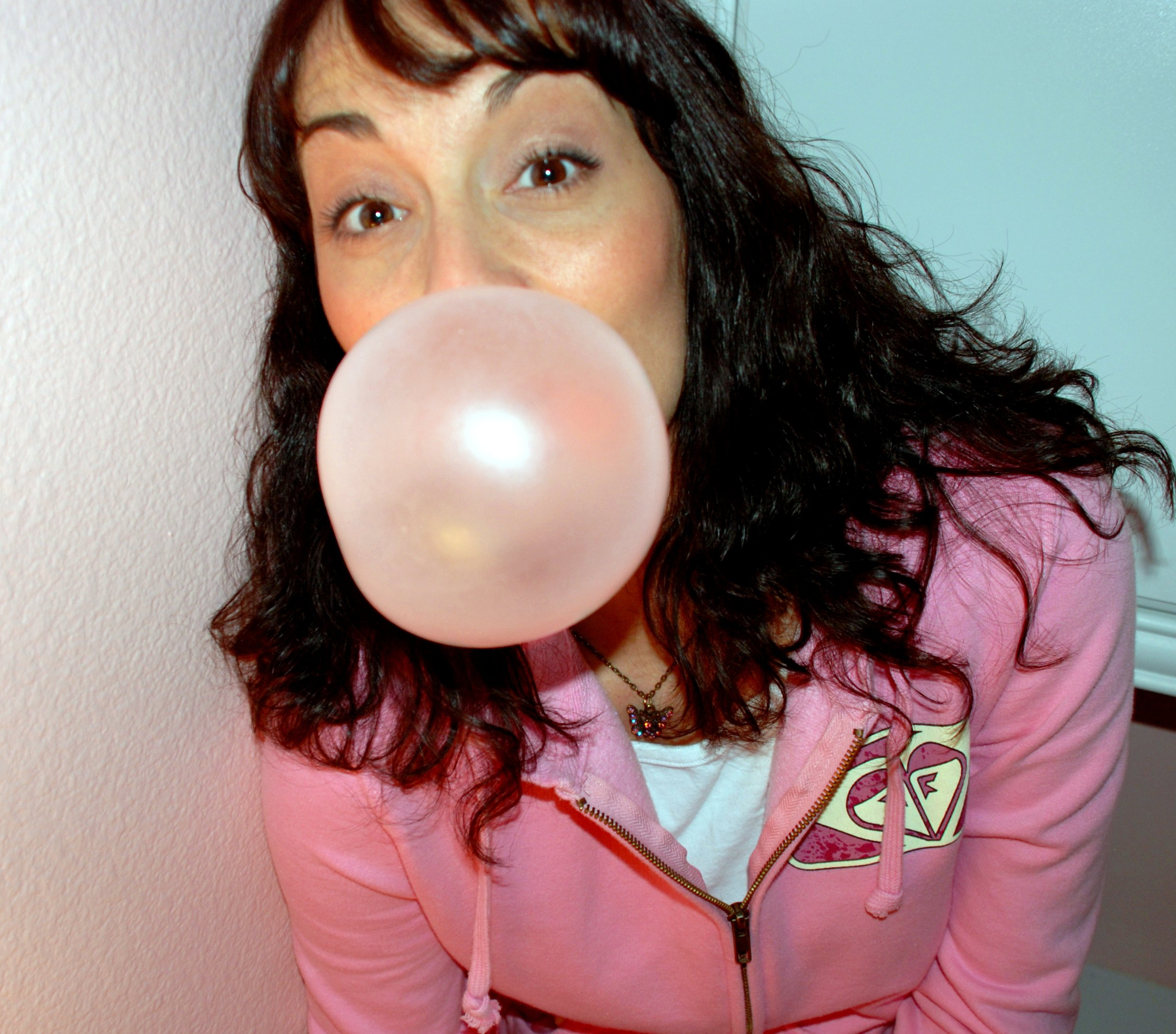
Globus amb un xiclet